# Мовіла-Рупте
Мовіла-Рупте (рум. Movila Ruptă) — село у повіті Ботошані в Румунії. Входить до складу комуни Ріпічень.
Село розташоване на відстані 395 км на північ від Бухареста, 39 км на північний схід від Ботошань, 91 км на північ від Ясс.